# São Sebastião (São Paulo)
Pour les articles homonymes, voir São Sebastião.
São Sebastião est une ville brésilienne, dans l'État de São Paulo, chef-lieu de la municipalité du même nom, dans la région de Caraguatatuba.

## Géographie
La municipalité se situe au bord de l'océan Atlantique, 25 km environ au sud du tropique du Capricorne. Face au port, se trouve l'île São Sebastião de l'est d'un détroit de 3 km de large.
En 2003, la population de la municipalité était de 65 477 habitants sur 403 km2. Un village indien se trouve près de la limite avec la municipalité de Bertioga.

## Administration
La ville existe depuis 1636 et est une ancienne partie de la capitainerie héréditaire de Santo Amaro.
La municipalité est limitrophe de celles de Caraguatatuba au nord, Bertioga à l'ouest, Salesópolis au nord-ouest et proche de celle de l'île São Sebastião (ou Ilhabela) à l'est.

### Maires
| Période | Période | Identité        | Étiquette | Qualité |
| ------- | ------- | --------------- | --------- | ------- |
| 2009    | 2012    | Ernane Primazzi | PSC       |         |

## Économie
La ville comprend un terminal et un oléoduc sous-marin de la compagnie Transpetro (filiale de Petrobrás responsable du transport du pétrole), qui est un des plus importants point d'exportation de matériaux combustibles du pays.
La côte sud est un lieu de tourisme avec les stations balnéaires de Guaecá, Toque-Toque, Maresias, Boiçucanga et Barra do Sahy.

## Galerie

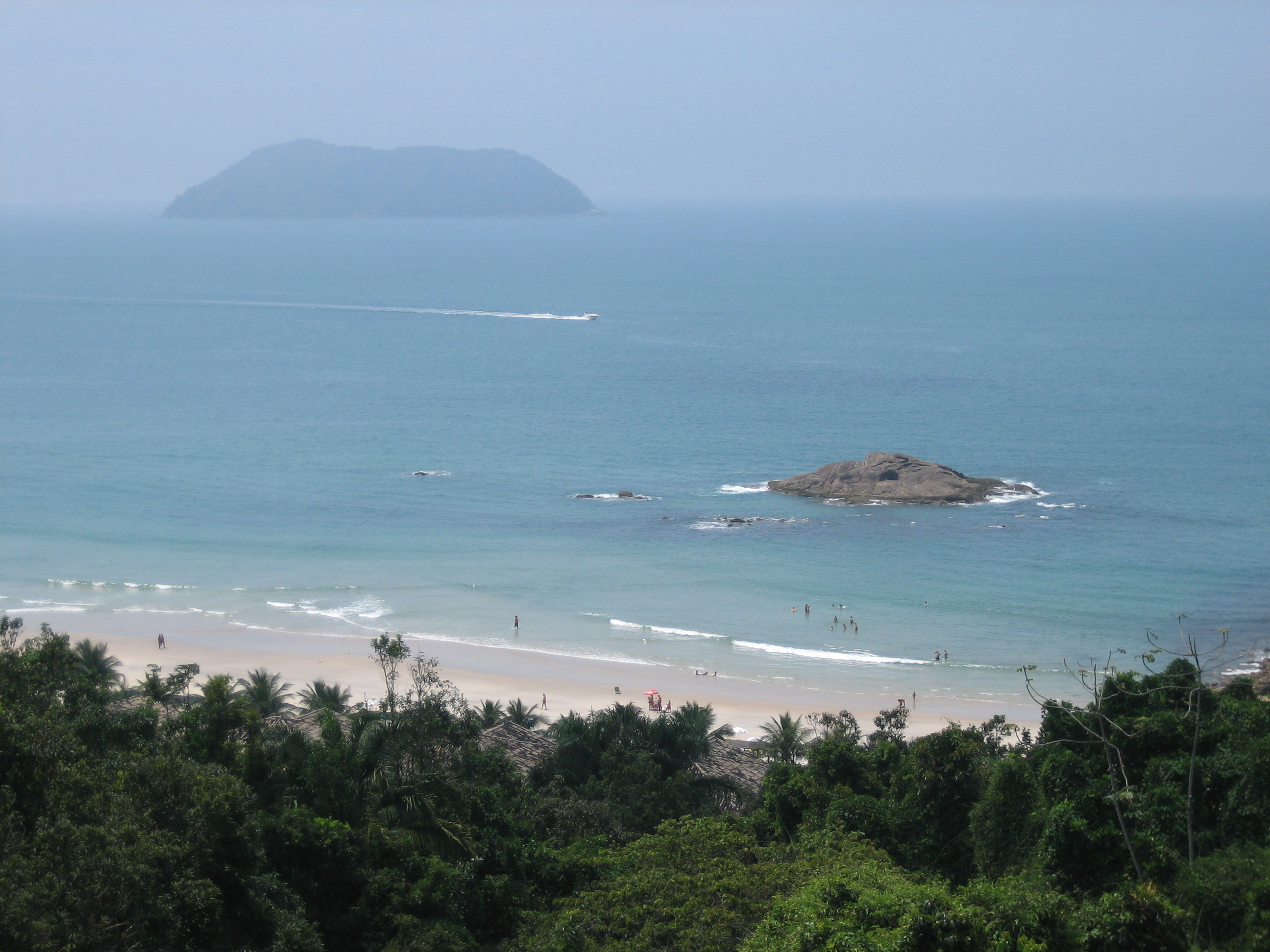
Vue de la plage de Juquehy à São Sebastião